# Ambasciatori austriaci a Modena
L'ambasciatore austriaco a Modena era il primo rappresentante diplomatico dell'Austria (del Sacro Romano Impero, dell'Impero austriaco e dell'Impero austro-ungarico) nel ducato di Modena. 
I rapporti diplomatici tra i due stati vennero formalizzati solo a partire dal 1815, ovvero dopo che il Congresso di Vienna ebbe assegnato il ducato di Modena al ramo degli Asburgo-Este. L'ambasciatore a Modena fu quasi sempre anche accreditato anche per il vicino ducato di Parma, pure sotto gli Asburgo. Nel ventennio precedente la rivoluzione del 1848, ad ogni modo, entrambe le ambasciate vennero gestite dall'ambasciatore austriaco alla corte di Firenze.

## Impero austriaco
- 1815–1816: Ferdinando Marescalchi (1754–1816)
- 1821–1848: gestione delle relazioni da parte dell'ambasciata di Firenze
- 1848–1852: Giovanni von Allegri
- 1852–1854: Carl Ramon Soter von Lederer (1817–1890), chargée d'affaires
- 1854–1857: Eduard von Lebzeltern-Collenbach (1812–)
- 1857–1859: Ludwig von Paar (1817–1893)